# Уявний друг

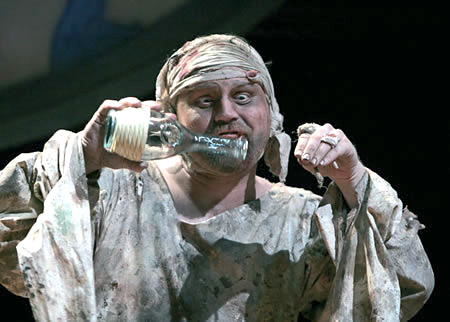
Калібан розмовляє зі своїми уявними друзями у постановці театру Фолджер за п'єсою Шекспіра «Буря».

Уявний друг (вигаданий друг, невидимий друг) — психологічне та соціальне явище, коли дружба або інші міжособистісні стосунки існують уявно, а не у фізичній реальності. Хоча уявний друг може здаватися реальними для дитини, вона зазвичай розуміє, що він не справжній.
Вважається, що перші дослідження, що зосереджувалися на уявних друзях, були проведені у 1890-х роках. Досліджень поняття уявного друга в дитячій уяві небагато. Клаусен і Пассман (2007) повідомляють, що уявних товаришів спочатку описували як надприродних істот і духів, які, як вважалося, пов'язують людей із їхніми минулими життями. В історії дорослі люди також мали певні сутності, такі як домашні боги, янголи-охоронці та музи, які виконували роль уявних товаришів. Імовірно, це явище з'явилося серед дітей у середині XIX століття, коли дитинство почали підкреслювати як важливий час для гри та уяви.

## Опис
У деяких дослідженнях уявного друга визначають як конкретного персонажа, вигаданого дитиною, або як предмети чи іграшки, наділені рисами людини. Однак деякі психологи визначають уявного друга лише як окремого створеного персонажа. Уявні друзі можуть бути людьми, але також можуть мати вигляд інших істот, таких як тварини або абстрактні образи — примари, монстри, роботи, інопланетяни чи ангели. Ці персонажі можуть виникати в будь-який період життя, хоча західна культура вважає їх найбільш прийнятними у дошкільнят і дітей шкільного віку. Коли діти досягають шкільного віку, хлопці й дівчата мають однакові шанси мати уявного товариша. Разом із цим більшість досліджень сходяться на тому, що загалом дівчата частіше за хлопців створюють уявних друзів. Дослідження не виявляють певного «типу» дитини, яка створює уявного друга. Коли діти фантазують, вони можуть вірити, що уявний світ існує в іншому всесвіті або створювати уявний світ, де живуть їхні уявні друзі.
Дослідження показали, що уявні друзі є нормальним етапом дитинства, а іноді й дорослого життя. Деякі психологи порівнюють уявних друзів із вигаданими персонажами, створеними автором. Як зазначає Айлін Кеннеді-Мур, «дорослі письменники часто кажуть, що їхні персонажі ніби набувають власного життя, і це може бути схожим процесом з появою уявних друзів у дітей». Крім того, Маржорі Тейлор та її колеги виявили, що письменники у жанрі фантастики частіше мали уявних друзів у дитинстві.
Існує різниця між звичайним уявними друзями, яких створюють багато дітей, і уявними голосами, що виникають при психопатології. За наявності психологічних розладів внутрішні голоси часто мають негативний характер, і людина може іноді вважати, що ці голоси є фізично реальними, а не уявним внутрішнім діалогом.
Уявні друзі виконують різні функції. Гра з уявними друзями дозволяє дітям проживати поведінки і події, які вони ще не зазнали насправді. Уявна гра допомагає дітям використовувати уяву для формування знань про світ. Крім того, уявний друг може задовольняти вроджене прагнення дітей до спілкування, поки справжні ігри з однолітками ще не поширені. За словами психолога Лева Виготського, культурні інструменти та взаємодія з людьми опосередковують психологічне функціонування і когнітивний розвиток. Уявні друзі, яких діти сприймають як реальних, можуть навчати їх соціальній взаємодії та іншим соціальним навичкам. Соціокультурний підхід Виготського до розвитку дітей містить поняття «зони найближчого розвитку», тобто різницю між тим, що дитина може зробити сама і з допомогою. Уявний друг може допомогти дітям опанувати знання про світ, які вони не змогли б здобути без підтримки, наприклад, належну соціальну поведінку, і таким чином бути опорою для досягнення вищого рівня соціальних можливостей[джерело?].
Уявні друзі також є засобом дітей для досліджень та експериментів. У цьому сенсі уявні товариші пов'язані з теорією розвитку дитини Жана Піаже, оскільки вони повністю створені дитиною. За Піаже, діти є науковцями, що самі конструюють свій досвід і будують внутрішні ментальні структури на основі експериментів. Взаємодія з уявними друзями допомагає дітям будувати ментальні структури. Взаємини дитини з уявним другом можуть слугувати каталізатором для формування реальних стосунків у подальшому розвитку і таким чином дають перевагу у розвитку навичок реальної взаємодії[джерело?].

## Дослідження
Існує теорія, що діти з уявним другом можуть швидше розвивати мовні навички та засвоювати знання, ніж діти без таких друзів, що, можливо, пов'язано з отриманням більшої мовної практики внаслідок ведення «розмов» з уявними друзями.

Кутнер повідомляє, що 65 % семирічних дітей зазначили, що в якийсь момент свого життя мали уявного друга. Він також зазначив:
«Уявні друзі є невід'ємною частиною життя багатьох дітей. Вони надають підтримку в стресові моменти, товаришують, коли дитина відчуває самотність, дають можливість командувати, коли вона почувається безсилою, і слугують тим, кого можна звинуватити у розбитій лампі у вітальні. Найголовніше, уявний друг — це інструмент, який маленькі діти використовують, щоб зрозуміти дорослий світ».
Тейлор, Карлсон і Геро вважають:
«Попри деякі результати, які свідчать про те, що діти з уявними друзями можуть мати вищий рівень інтелекту, не всі розумні діти створюють таких друзів».
Якщо уявний друг допомагає дитині розвивати соціальні навички, то виконує важливу роль у житті дитини. Гофф досліджувала ролі та функції уявних друзів і їхній вплив на життя дітей. Результати її дослідження дали суттєві висновки щодо ролей уявних друзів. Багато дітей повідомляли, що уявні друзі були для них джерелом комфорту під час нудьги та самотності. Ще одним результатом було те, що уявні друзі ставали наставниками для дітей у навчанні — вони підтримували, мотивували і підвищували самооцінку дітей, коли ті досягали успіхів у школі. Нарешті, уявні друзі виступали моральними порадниками — багато дітей зазначали, що їхні уявні друзі були їхнім сумлінням і допомагали приймати правильні рішення у складних моральних ситуаціях.
Інші фахівці, зокрема Маржорі Тейлор, вважають, що уявні друзі поширені серед дітей шкільного віку і є частиною нормального соціально-когнітивного розвитку. Піаже припустив, що уявний друг зникає, коли діти вступають у конкретну операційну стадію розвитку. Тейлор виявила дітей середньої школи з уявними друзями і повторно опитала їх через шість років, коли ті закінчували старшу школу. На момент повторного дослідження ті, хто мали уявних друзів у середній школі, демонстрували кращі стратегії подолання стресу, але водночас мали «низьку соціальну популярність серед однолітків». Вона припустила, що уявні друзі можуть безпосередньо сприяти стійкості дітей і їхній позитивній адаптації. Оскільки гра з уявним персонажем часто вимагає, щоб дитина уявляла, як би вчинила інша людина (або персонаж), також було проведено дослідження, щоб визначити, чи має наявність уявного друга позитивний вплив на розвиток теорії розуму. У попередньому дослідженні Тейлор і Карлсон виявили, що чотирирічні діти з уявними друзями мали вищі результати в тестах на емоційне розуміння і краще емоційне розуміння у подальшому житті. Коли діти усвідомлюють, що інші люди мають думки й переконання, відмінні від їхніх власних, вони можуть краще розуміти емоції.

### Позитивна психологія
Стаття «Pretend play and positive psychology: Natural companions» визначила багато корисних інструментів, які проявляються у дітей, що займаються уявною грою. Вони охоплювали креативність, подолання стресу, регуляцію емоцій, емпатію/емоційне розуміння та надію. Надія, імовірно, є основним інструментом, який діти використовують для мотивації. Діти стають більш мотивованими, коли вірять у себе, тому вони не відмовляються від пошуку нових способів мислення, адже мають упевненість у своїх силах. Уявний друг проявляє велику креативність, допомагаючи розвивати соціальні навички, і креативність часто є головним поняттям у позитивній психології.
Уявного друга можна вважати продуктом дитячої креативності, тоді як спілкування між дитиною та уявним другом — процесом.

### Підлітковий вік
Стаття «Imaginary companions in adolescence: sign of a deficient or positive development?» досліджує, наскільки часто підлітки створюють уявних друзів. Дослідники вивчали щоденники підлітків віком 12–17 років, щоб визначити поширеність уявних друзів у цьому віці. Вони також проаналізували характеристики цих уявних друзів і провели контент-аналіз отриманих даних. Було перевірено три гіпотези: (1) гіпотезу дефіциту, (2) гіпотезу обдарованості, (3) гіпотезу егоцентризму. Результати дослідження показали, що творчі та соціально компетентні підлітки з високими навичками подолання стресу особливо схильні створювати уявних друзів. Ці результати не підтримали гіпотезу дефіциту або егоцентризму, що додатково свідчить про те, що уявного друга не створюють, щоб замінити реального члена сім'ї чи друга, а просто як «дуже особливого друга». Цей висновок є несподіваним, оскільки зазвичай вважається, що діти, які створюють уявних друзів, мають якісь дефіцити, а наявність уявного друга в підлітковому віці вважається рідкістю.

#### Тульпа
Після популяризації та секуляризації концепції тульпи (матеріалізованої істоти або мислеформи, створеної за допомогою духовних практик чи інтенсивної концентрації) в західному світі, практики, які називають себе «тульпаманцями», повідомляють про покращення свого особистого життя через цю практику, а також про нові незвичайні сенсорні переживання. Деякі практики використовують тульпу для сексуальних та романтичних взаємодій, хоча ця практика вважається табуйованою. Опитування спільноти, у якому взяли участь 118 осіб, показало, що 8,5 % підтримують метафізичне пояснення тульпи, 76,5 % — нейрологічне або психологічне, а 14 % — інші пояснення. Майже всі практики вважають тульпу реальною або частково реальною особою.

### Порядок народження
Щоб розкрити походження уявних друзів і дізнатися більше про дітей, які їх створюють, необхідно шукати саме тих дітей, які мають уявних друзів. Оскільки маленькі діти не можуть точно самі доповідати про це, найефективнішим способом збору інформації є опитування людей, які проводять з ними найбільше часу. Зазвичай це матері — основні опікуни дитини. Для цього дослідження було опитано 78 матерів, яким ставили запитання, чи має їхня дитина уявного друга. Якщо мати відповідала, що у дитини немає уявного друга, дослідники запитували про схильність дитини персоніфікувати предмети. Для пояснення значення персоніфікованих предметів матерям пояснили, що часто дитина вибирає певну іграшку чи предмет, до якого особливо прив'язана. Щоб предмет вважався персоніфікованим, дитина мала ставитися до нього як до живої істоти. Також було необхідно з'ясувати, що саме діти вважають уявним другом. Для того, щоб дитина вважалася такою, що має уявного друга, цей друг мав існувати щонайменше один місяць. Основний висновок дослідження — існує суттєва різниця між невидимими уявними друзями і персоніфікованими предметами.
Важливою знахідкою в цьому дослідженні була роль порядку народження дитини в сім'ї. Результати інтерв'ю з матерями показали, що уявних друзів частіше мають діти, які є першонародженими, порівняно з дітьми без уявних друзів. Це підтверджує думку, що діти можуть створювати уявних друзів для розвитку соціальних навичок. Те, що першонароджені частіше мають уявних друзів, свідчить про те, що дитина потребує соціалізації і створює уявного друга, щоб розвивати свої соціальні навички. Це творчий спосіб розвитку соціальних умінь, а творчість є важливою темою у позитивній психології. Уявного друга можна вважати продуктом творчості, а спілкування між дитиною і уявним другом — процесом.
Щодо порядку народження, також існують дослідження дітей, які взагалі не мають братів чи сестер. Ці дослідження підтверджують думку, що діти створюють уявних друзів через відсутність реальних однолітків. Одне дослідження вивчало частоту саморозмов залежно від віку, статусу єдиної дитини в сім'ї та наявності уявного друга у дитинстві. Інформацію збирали серед студентів коледжу, запитуючи, чи мали вони уявного друга у дитинстві (Brinthaupt & Dove, 2012). Дослідники провели три експерименти і виявили суттєві відмінності у саморозмовах серед різних вікових груп. Перший експеримент показав, що єдині діти з уявними друзями практикують більше позитивних саморозмов і мають кращий соціальний розвиток. Також було виявлено, що жінки частіше, ніж чоловіки, мали уявних друзів. Ці результати узгоджуються з іншими дослідженнями, що свідчать про більшу поширеність уявних друзів серед дівчаток. Дослідники припустили, що жінки частіше мають уявних друзів, бо більше покладаються на зворотний зв'язок від інших, тоді як чоловіки більше практикують самопідтримуючу саморозмову. Інші дослідження показали, що жінки шукають більше соціальної підтримки, що теж може пояснювати створення уявних друзів. Другий експеримент показав, що діти без братів і сестер більше займаються саморозмовами, ніж ті, у кого є брати або сестри. Третій експеримент виявив, що студенти з уявними друзями повідомляли про більшу кількість саморозмов, ніж ті, хто їх не мав. Коли саморозмова негативна, це пов'язано з підвищеною тривожністю й депресією. Дослідники дійшли висновку, що «особи з високим рівнем критичної та оцінної саморозмови мають нижчу самооцінку і частіше відчувають автоматичні негативні думки». Натомість при позитивній саморозмові люди мають вищу самооцінку і частіше відчувають позитивні автоматичні думки.